# П'ять апельсинових зерняток
«П'ять апельси́нових зерня́ток» — одне 56 оповідань про Шерлока Холмса, написаних британським письменником сером Артуром Конан-Дойлем. П'яте з 12 оповідань «Пригоди Шерлока Холмса».
Оповідання вперше публікувалося у журналі Strand Magazine в листопаді 1891 року. Сам автор пізніше заніс його до свого списку «12 улюблених історій про Шерлока Холмса».

## Сюжет
Молодий чоловік на ім'я Джон Сассекс Опеншо має дивну історію: в 1869 році його дядько Елліас Опеншо раптом повернувся до Англії, щоб оселитися у Хоршемі, Західному Сассексі, проживши роки в Сполучених Штатах, де у Флориді, був плантатором і полковником армії конфедератів.
Не будучи одруженим, Еліас дозволив своєму племінникові зупинитися в своєму маєтку. Там відбувалися дивні інциденти. Документи із замкненої кімнати були спалені, проте Джон міг бувати де завгодно в будинку, крім кімнати свого дядька. Поведінка полковника стала дивною: він або замикався у своїй кімнаті і пив, або кричав. 2 травня 1883 Еліаса знайшли мертвим у саду. Таємничою деталлю було те, що незадовго до цього, в березні 1883, Еліасу прийшов лист з Подучеррі, Індія. В конверті були тільки 5 зерняток апельсина та літери «К. К. К.» всередині конверта.
4 січня 1885 брат Еліаса Джозеф Опеншо теж отримує листа з Данді з літерами «К. К. К.» та інструкціями залишити «документи» на сонячному годиннику. Джоеф відмовляється телефонувати в поліцію. Три дні потому він знайдений мертвим у крейдяному кар'єрі. Єдина зачіпка: Джон Опеншо зберіг сторінку з дядькового щоденника, відмічену березнем 1869, в якій згадується, що зернятка апельсина були направлені 3 людям, з яких двоє втекли, а третього «відвідали».
Холмс встановлює, що всі листи були відправлені з портових міст, причому не з суші, а з корабля. Розгадує він також, що «К. К. К.» не що інше, як Ку-клукс-клан. Як здогадується детектив, Ку-клукс-клан прагнув помститись полковнику та його брату за свій раптовий крах у березні 1869, і хоче забрати документи, які власне стали причиною цього краху.
Наступного дня в газеті виходить повідомлення, що тіло Опеншо був знайдене в Темзі, причиною смерті вказано нещасний випадок. Холмс перевірив записи вітрильних суден, які були в обох портах, звідки надійшли листи — Подучеррі в січні-лютому 1883 р. і в Данді в січні 1885. Детектив виявляє корабель The Lone Star, який був і там і там. Потім Холмс дізнається, що The Lone Star зупинявся в Лондоні тиждень тому й тепер прямує в Савану.
Холмс відправляє п'ять апельсинових зерняток капітану The Lone Star, а поліції Савани шле телеграму, що капітан і два товариші розшукуються за вбивство. The Lone Star так і не приходить в Савану, ймовірно потонувши під час шторму.